# Провінції Кореї (1413—1895)
Вісім провінцій Кореї (кор. 八道, 팔도, Пальдо) — вісім адміністративних одиниць найвищого рівня в Кореї часів династії Чосон. Існували з 1413 по 1895 роки. Кордони восьми провінцій залишалися незмінними протягом майже п'яти століть і сформували парадигму, яка вплинула на формування адміністративного поділу Північної і Південної Кореї, визначила кордони діалектів та регіональну диференціацію матеріальної культури Корейського півострова. Назви провінцій в тій або іншій формі збереглися по сьогодні.

## Перелік
У таблиці представлений перелік восьми провінцій Кореї на хангилі, ханчі й кирилиці.
| Провінція | Хангиль | Ханчча | Походження        | Центр         | Регіон           | Діалект       | Сучасна провінція               | ЯПОНСЬКЕ МОРЕ ЖОВТЕ МОРЕ КОРЕЙСЬКА ПРОТОКА МАНЬЧЖУРІЯ ЯПОНІЯ ХАМГЬОН ПХЬОНАН ХВАНХЕ КАНВОН КЬОНГІ ЧХУНЧХОН ЧОЛЛА КЬОНСАН Сеул |
| Канвон    | 강원도  | 江原道 | Каннин, Вонджу    | Вонджу        | Квандон          | канвонський   | Канвон (КНДР), Канвон (РК)      | ЯПОНСЬКЕ МОРЕ ЖОВТЕ МОРЕ КОРЕЙСЬКА ПРОТОКА МАНЬЧЖУРІЯ ЯПОНІЯ ХАМГЬОН ПХЬОНАН ХВАНХЕ КАНВОН КЬОНГІ ЧХУНЧХОН ЧОЛЛА КЬОНСАН Сеул |
| Кьонгі    | 경기도  | 京畿道 | столиця і околиці | Хансон (Сеул) | Кіджон           | сеульський    | Кьонгі                          | ЯПОНСЬКЕ МОРЕ ЖОВТЕ МОРЕ КОРЕЙСЬКА ПРОТОКА МАНЬЧЖУРІЯ ЯПОНІЯ ХАМГЬОН ПХЬОНАН ХВАНХЕ КАНВОН КЬОНГІ ЧХУНЧХОН ЧОЛЛА КЬОНСАН Сеул |
| Кьонсан   | 경상도  | 慶尙道 | Кьонджу, Санджу   | Тегу          | Йоннам           | кьонсанський  | Кьонсан-Пукто • Кьонсан-Намдо   | ЯПОНСЬКЕ МОРЕ ЖОВТЕ МОРЕ КОРЕЙСЬКА ПРОТОКА МАНЬЧЖУРІЯ ЯПОНІЯ ХАМГЬОН ПХЬОНАН ХВАНХЕ КАНВОН КЬОНГІ ЧХУНЧХОН ЧОЛЛА КЬОНСАН Сеул |
| Пхьонан   | 평안도  | 平安道 | Пхеньян, Анджу    | Пхеньян       | Квансон          | пхеньянський  | Пхьонан-Пукто • Пхьонан-Намдо   | ЯПОНСЬКЕ МОРЕ ЖОВТЕ МОРЕ КОРЕЙСЬКА ПРОТОКА МАНЬЧЖУРІЯ ЯПОНІЯ ХАМГЬОН ПХЬОНАН ХВАНХЕ КАНВОН КЬОНГІ ЧХУНЧХОН ЧОЛЛА КЬОНСАН Сеул |
| Хамгьон   | 함경도  | 咸鏡道 | Хамхин, Кьонсон   | Хамхин        | Кванбук, Кваннам | хамгьонський  | Хамгьон-Пукто • Хамгьон-Намдо   | ЯПОНСЬКЕ МОРЕ ЖОВТЕ МОРЕ КОРЕЙСЬКА ПРОТОКА МАНЬЧЖУРІЯ ЯПОНІЯ ХАМГЬОН ПХЬОНАН ХВАНХЕ КАНВОН КЬОНГІ ЧХУНЧХОН ЧОЛЛА КЬОНСАН Сеул |
| Хванхе    | 황해도  | 黃海道 | Хванджу, Хеджу    | Хеджу         | Хесо             | хванхеський   | Хванхе-Пукто • Хванхе-Пукто     | ЯПОНСЬКЕ МОРЕ ЖОВТЕ МОРЕ КОРЕЙСЬКА ПРОТОКА МАНЬЧЖУРІЯ ЯПОНІЯ ХАМГЬОН ПХЬОНАН ХВАНХЕ КАНВОН КЬОНГІ ЧХУНЧХОН ЧОЛЛА КЬОНСАН Сеул |
| Чолла     | 전라도  | 全羅道 | Чонджу, Наджу     | Чонджу        | Хонам            | чолласький    | Чолла-Пукто • Чолла-Намдо       | ЯПОНСЬКЕ МОРЕ ЖОВТЕ МОРЕ КОРЕЙСЬКА ПРОТОКА МАНЬЧЖУРІЯ ЯПОНІЯ ХАМГЬОН ПХЬОНАН ХВАНХЕ КАНВОН КЬОНГІ ЧХУНЧХОН ЧОЛЛА КЬОНСАН Сеул |
| Чхунчхон  | 충청도  | 忠淸道 | Чхунджу, Чхонджу  | Конджу        | Хосо             | чхунчхонський | Чхунчхон-Пукто • Чхунчхон-Намдо | ЯПОНСЬКЕ МОРЕ ЖОВТЕ МОРЕ КОРЕЙСЬКА ПРОТОКА МАНЬЧЖУРІЯ ЯПОНІЯ ХАМГЬОН ПХЬОНАН ХВАНХЕ КАНВОН КЬОНГІ ЧХУНЧХОН ЧОЛЛА КЬОНСАН Сеул |